# غرام وانتقام (فلم)
غرام وانتقام فيلم مصري وهو ثاني أفلام أسمهان وآخرها، وقد توفيت على نحو غامض قبل اتمامه؛ فاضطر يوسف وهبي إلى إحضار ممثلة بديلة لتصوير بعض المشاهد، ومن تلك المشاهد: مشهد نشيد الأسرة العلوية. غنت أسمهان في الفيلم مجموعة من الأغاني من أشهرها: «إمتى حتعرف»، و«ليالي الأنس في فيينا».
أوضح الفنان يوسف وهبي في برنامج تلفزيوني أنه قبل دفنها أظهر جثمانها في آخر مشهد بنهاية الفيلم بعد الحادث المشؤوم.

## القصة
سهير (أسمهان) هي مطربة مشهورة تحب وحيد عزت (أنور وجدي) الثري، وتعتزل من أجله، لكنه يموت برصاصة طائشة مجهولة. تدور الشبهات حول الموسيقار جمال حمدي (يوسف وهبي)، لكن لا تتوافر أدلة كافية على إدانته، فتحاول سهير إغراءه لكي تعرف الحقيقة منه، ويعترف لها بأنه قتل وحيد في مشاجرة، لأنه غرر بأخته الساذجة. ثم يُقبض على جمال، ويعرف بأن سهير خدعته، ولكنها تعترف له بأنها أحبته. يُفرج عن جمال، وفي ليلة زفافه من سهير تموت في حادث.

## بطولة
| - أسمهان: سهير سلطان - يوسف وهبي: جمال حمدي - زوزو ماضي: عنايات - أمينة شريف: أخت جمال | - أنور وجدي: وحيد عزت - بشارة واكيم: دكتور بشاره تمرية - محمود المليجي: محمود صفوت - فؤاد الرشيدي: وكيل النيابة | - محمد كامل: عم رجب - فاخر فاخر: بدوي - عثمان اباظة |

| - حسن الإمام: حامل الجثمان - عبد المجيد شكري: حمدى والد جمال - عبد الحليم مرسي: طبيب - سلوى علام: ضيفة عيد الميلاد - صلاح منصور:مصور | - نجوى سالم:خيرية - ثريا فخري: مباركة - منسي فهمي:طبيب جمال حمدي - أحمد مختار - فرج النحاس: شوقي | - فيكتوريا حبيقة: ماريا كاستلاني - محمد راغب - سعاد أحمد: والدة جمال حمدي - وسيم عبد المجيد - صوفي ديمتري:زوجة بشارة | - إبراهيم مصطفى: الطبيب - رشاد حامد: السائق - عبد الحميد بدوي: المحامي - عباس رحمي: أحد المعجبين - إبراهيم حشمت: خبير المعمل الجنائى |

## أغاني الفيلم[3]
| الأغنية              | المؤلف        | الملحن        |
| -------------------- | ------------- | ------------- |
| مواكب العز           | أحمد رامي     | رياض السنباطي |
| أيها النائم          | أحمد رامي     | رياض السنباطي |
| ليالي الأنس في فيينا | أحمد رامي     | فريد الأطرش   |
| يا مين يقولي قهوة    | مأمون الشناوي | فريد الأطرش   |
| إمتى حتعرف           | مأمون الشناوي | محمد القصبجي  |
| أنا اللي أستاهل      | بيرم التونسي  | محمد القصبجي  |

## وصلات خارجية
- مقالات تستعمل روابط فنية بلا صلة مع ويكي بيانات